# Aix Bouwens
Aix Bouwens (ur. w XIX wieku, zm. w XX wieku) – holenderski strzelec, mistrz świata.

## Kariera
Podczas swojej kariery Bouwens zdobył 5 medali na mistrzostwach świata, wszystkie w karabinie wojskowym. Na turnieju w 1914 roku został podwójnym złotym medalistą, zdobywając tytuły w karabinie wojskowym w trzech postawach z 300 m i karabinie wojskowym stojąc z 300 m. W ostatniej z wymienionych konkurencji został srebrnym medalistą w 1925 roku (pokonał go Karl Zimmermann) i brązowym medalistą w 1924 roku (wyprzedzili go Jacques Lafortune i Josias Hartmann). Jest również brązowym medalistą z 1911 roku w karabinie wojskowym w trzech postawach z 300 m – lepsi od Bouwensa okazali się Louis Percy i Maurice Lecoq. Na zawodach w 1924 i 1925 roku był jedynym Holendrem, który stał na podium mistrzostw świata.

## Wyniki

### Medale mistrzostw świata
Opracowano na podstawie materiałów źródłowych:
| Mistrzostwa     | Konkurencja                           | Wynik    | Miejsce |
| --------------- | ------------------------------------- | -------- | ------- |
| Rzym 1911       | Karabin wojskowy, trzy postawy, 300 m | 685 pkt. |         |
| Viborg 1914     | Karabin wojskowy, trzy postawy, 300 m | 484 pkt. |         |
| Viborg 1914     | Karabin wojskowy stojąc, 300 m        | 155 pkt. |         |
| Reims 1924      | Karabin wojskowy stojąc, 300 m        | 162 pkt. |         |
| St. Gallen 1925 | Karabin wojskowy stojąc, 300 m        | 156 pkt. |         |